# Vacciniina nanus
Vacciniina nanus är en fjärilsart som beskrevs av Herbst 1804. Vacciniina nanus ingår i släktet Vacciniina och familjen juvelvingar. Inga underarter finns listade i Catalogue of Life.